# Campeonato da Europa de Corta-Mato de 2006
O Campeonato da Europa de Corta-Mato de 2006 foi a  13º edição da competição organizada pela Associação Europeia de Atletismo no dia 10 de dezembro de 2006. Teve como sede San Giorgio su Legnano na Itália. Essa edição ficou marcada a entrada da categoria sub-23, que teve como vencedores Barnabás Bene na prova masculina e Binnaz Uslu na corrida feminina. 

## Resultados
Esses foram os resultados do campeonato.

### Sênior masculino individual 9,95 km
| Posição           | Atleta                 | Tempo |
| ----------------- | ---------------------- | ----- |
| Medalha de ouro   | Mo Farah               | 27:56 |
| Medalha de prata  | Juan Carlos de la Ossa | 28:06 |
| Medalha de bronze | Mustafa Mohamed        | 28:08 |
| 4.                | Khalid Zoubaa          | 28:16 |
| 5.                | Rui Pedro Silva        | 28:17 |
| 6.                | Driss El Himer         | 28:17 |
| 7.                | Mustapha Essaïd        | 28:17 |
| 8.                | Luís Feiteira          | 28:21 |
| 9.                | Christian Belz         | 28:22 |
| 10.               | Carles Castillejo      | 28:23 |
| 11.               | Serhiy Lebid           | 28:26 |
| 12.               | Driss Maazouzi         | 28:27 |

 Fernando Silva (28:03) desqualificado de acordo com a Regra 32.2.a da IAAF.  Total 64 competidores.

### Sênior masculino por equipes
| Posição           | Equipe                                                                                      | Pontos |
| ----------------- | ------------------------------------------------------------------------------------------- | ------ |
| Medalha de ouro   | França · Khalid Zoubaa · Driss El Himer · Mustapha Essaïd · Driss Maazouzi                  | 29     |
| Medalha de prata  | Espanha · Juan Carlos de la Ossa · Carles Castillejo · Eliseo Martín · José Manuel Martínez | 40     |
| Medalha de bronze | Portugal · Rui Pedro Silva · Luís Feiteira · Ricardo Ribas · Licínio Pimentel               | 54     |
| 4.                | Reino Unido · Mo Farah · Chris Thompson · Gavin Thompson · Michael Skinner                  | 79     |
| 5.                | Itália · Gabriele de Nard · Giovanni Gualdi · Umberto Pusterla · Ruggero Pertile            | 89     |
| 6.                | Ucrânia                                                                                     | 109    |
| 7.                | Suécia                                                                                      | 119    |
| 8.                | Irlanda                                                                                     | 153    |

Total 10 equipes

### Sênior feminino individual 8,03 km
| Posição           | Atleta              | Tempo |
| ----------------- | ------------------- | ----- |
| Medalha de ouro   | Tetyana Holovchenko | 25:17 |
| Medalha de prata  | Mariya Konovalova   | 25:18 |
| Medalha de bronze | Olivera Jevtić      | 25:21 |
| 4.                | Anikó Kálovics      | 25:26 |
| 5.                | Julie Coulaud       | 25:28 |
| 6.                | Hayley Yelling      | 25:28 |
| 7.                | Nathalie De Vos     | 25:34 |
| 8.                | Joanne Pavey        | 25:38 |
| 9.                | Jessica Augusto     | 25:38 |
| 10.               | Anália Rosa         | 25:45 |
| 11.               | Leonor Carneiro     | 25:52 |
| 12.               | Rosa María Morató   | 25:53 |

Total 59 competidores

### Sênior feminino por equipes
| Posição           | Equipe                                                                              | Pontos |
| ----------------- | ----------------------------------------------------------------------------------- | ------ |
| Medalha de ouro   | Portugal · Jessica Augusto · Anália Rosa · Leonor Carneiro · Mónica Rosa            | 47     |
| Medalha de prata  | Reino Unido · Hayley Yelling · Joanne Pavey · Liz Yelling · Kate Reed               | 47     |
| Medalha de bronze | França · Julie Coulaud · Samira Chellah · Fatiha Klilech-Fauvel · Christelle Daunay | 69     |
| 4.                | Rússia · Mariya Konovalova · Alevtina Ivanova · Inga Abitova · Marina Ivanova       | 88     |
| 5.                | Espanha · Rosa María Morató · Maria Azucena Diaz · Judith Plá · Irene Pelayo        | 94     |
| 6.                | Itália                                                                              | 96     |
| 7.                | Sérvia                                                                              | 128    |
| 8.                | Irlanda                                                                             | 153    |

Total 9 equipes

### Sub-23 masculino individual 8,03 km
| Posição           | Atleta                 | Tempo |
| ----------------- | ---------------------- | ----- |
| Medalha de ouro   | Barnabás Bene          | 23:14 |
| Medalha de prata  | Dušan Markešević       | 23:16 |
| Medalha de bronze | Daniele Meucci         | 23:16 |
| 4.                | Yevgeniy Rybakov       | 23:17 |
| 5.                | Anatoliy Rybakov       | 23:22 |
| 6.                | Stsiapan Rahautsou     | 23:24 |
| 7.                | Mario Van Waeyenberghe | 23:25 |
| 8.                | Aleksey Aleksandrov    | 23:26 |
| 9.                | Khalid Choukoud        | 23:29 |
| 10.               | Stefano la Rosa        | 23:29 |

### Sub-23 masculino por equipes
| Posição           | Equipe                                                                                 | Pontos |
| ----------------- | -------------------------------------------------------------------------------------- | ------ |
| Medalha de ouro   | Rússia · Yevgeniy Rybakov · Anatoliy Rybakov · Aleksey Aleksandrov · Dmitriy Nizelskiy | 28     |
| Medalha de prata  | Itália · Daniele Meucci · Stefano La Rosa · Martin Dematteis · Luca Tocco              | 78     |
| Medalha de bronze | Polónia · Kamil Murzyn · Łukasz Parszczyński · Artur Kozłowski · Hubert Prokop         | 94     |
| 4.                | Irlanda · Joseph Sweeney · Mark Christie · Andrew Ledwith · Mick Clohisey              | 102    |
| 5.                | Reino Unido · Andy Vernon · Tom Humphries · Andrew Baker · Tom Russell                 | 105    |

### Sub-23 feminino individual 5,975 km
| Posição           | Atleta              | Tempo |
| ----------------- | ------------------- | ----- |
| Medalha de ouro   | Binnaz Uslu         | 18:47 |
| Medalha de prata  | Fionnuala Britton   | 18:56 |
| Medalha de bronze | Türkan Erismis      | 19:09 |
| 4.                | Aine Hoban          | 19:10 |
| 5.                | Adelina de Soccio   | 19:16 |
| 6.                | Viktoriya Trushenko | 19:19 |
| 7.                | Adriënne Herzog     | 19:20 |
| 8.                | Laura Kenney        | 19:23 |
| 9.                | Katarzyna Kowalska  | 19:24 |
| 10.               | Anke Van Campen     | 19:34 |

### Sub-23 feminino por equipes
| Posição           | Equipe                                                                         | Pontos |
| ----------------- | ------------------------------------------------------------------------------ | ------ |
| Medalha de ouro   | Reino Unido · Aine Hoban · Laura Kenney · Claire Holme · Faye Fullerton        | 56     |
| Medalha de prata  | Polónia · Katarzyna Kowalska · Sylwia Ejdys · Marta Wojtkunska · Justyna Mudy  | 65     |
| Medalha de bronze | Itália · Adelina de Soccio · Sara Dossena · Giorgia Robaudo · Giulia Francario | 96     |
| 4.                | Países Baixos · Adriënne Herzog · Andrea Deelstra · Susan Kuijken · Yvonne Hak | 97     |
| 5.                | Turquia · Binnaz Uslu · Türkan Erismis · Dudu Karakaya · Mulkiye Yilmaz        | 105    |

### Júnior masculino individual 5,975 km
| Posição           | Atleta            | Tempo |
| ----------------- | ----------------- | ----- |
| Medalha de ouro   | Andrea Lalli      | 16:53 |
| Medalha de prata  | Siarhei Chebiarak | 17:03 |
| Medalha de bronze | Ciprian Suhanea   | 17:06 |
| 4.                | Aleksey Popov     | 17:12 |
| 5.                | Simone Gariboldi  | 17:14 |

### Júnior masculino por equipes
| Posição           | Equipe                                                                          | Pontos |
| ----------------- | ------------------------------------------------------------------------------- | ------ |
| Medalha de ouro   | Itália · Andrea Lalli · Simone Gariboldi · Antonio Garavello · Merihun Crespi   | 68     |
| Medalha de prata  | Espanha · Mohamed Elbendir · Javier García · Juan Antonio Pousa · Álvaro Lozano | 74     |
| Medalha de bronze | França · Noureddine Smaïl · Mourad Amdouni · David Vuste · Anthony Gauthier     | 74     |
| 4.                | Turquia · Osman Baş · Adem Belir · Muğdat Öztürk · Ercan Muslu                  | 83     |
| 5.                | Reino Unido · Kevin Deighton · Jonathon Pepper · Lewis Timmins · Rory Fraser    | 97     |

### Júnior feminino individual 4,1 km
| Posição           | Atleta                    | Tempo |
| ----------------- | ------------------------- | ----- |
| Medalha de ouro   | Stephanie Twell           | 12:33 |
| Medalha de prata  | Karoline Bjerkeli Grovdal | 12:36 |
| Medalha de bronze | Ancuţa Bobocel            | 12:51 |
| 4.                | Emily Pidgeon             | 12:59 |
| 5.                | Viktoriya Ivanova         | 13:08 |

### Júnior feminino por equipes
| Posição           | Equipe                                                                                 | Pontos |
| ----------------- | -------------------------------------------------------------------------------------- | ------ |
| Medalha de ouro   | Reino Unido · Stephanie Twell · Emily Pidgeon · Sian Edwards · Abby Westley            | 21     |
| Medalha de prata  | Rússia · Viktoriya Ivanova · Tatyana Shutova · Yekaterina Gorbunova · Alfiya Khasanova | 76     |
| Medalha de bronze | Roménia · Ancuţa Bobocel · Andreea David · Cristiana Frumuz · Daniela Donisa           | 83     |
| 4.                | Espanha · Marta Romo · Maria Sánchez · Cristina Jordan · Ainhoa Sanz                   | 98     |
| 5.                | Alemanha · Julia Hiller · Carolin Ähling · Mira Glocker · Cornelia Schwennen           | 102    |

## Quadro de medalhas
| Ordem | País         | Medalha de ouro | Medalha de prata | Medalha de bronze | Total |
| ----- | ------------ | --------------- | ---------------- | ----------------- | ----- |
| 1     | Reino Unido  | 4               | 1                | 0                 | 5     |
| 2     | Itália       | 2               | 1                | 2                 | 5     |
| 3     | Rússia       | 1               | 2                | 0                 | 3     |
| 4     | França       | 1               | 0                | 2                 | 3     |
| 5     | Portugal     | 1               | 0                | 1                 | 2     |
| 5     | Turquia      | 1               | 0                | 1                 | 2     |
| 7     | Ucrânia      | 1               | 0                | 0                 | 1     |
| 7     | Hungria      | 1               | 0                | 0                 | 1     |
| 9     | Espanha      | 0               | 3                | 0                 | 3     |
| 10    | Polónia      | 0               | 1                | 1                 | 2     |
| 10    | Sérvia       | 0               | 1                | 1                 | 2     |
| 12    | Bielorrússia | 0               | 1                | 0                 | 1     |
| 12    | Irlanda      | 0               | 1                | 0                 | 1     |
| 12    | Noruega      | 0               | 1                | 0                 | 1     |
| 15    | Roménia      | 0               | 0                | 3                 | 3     |
| 16    | Suécia       | 0               | 0                | 1                 | 1     |
| Total | Total        | 12              | 12               | 12                | 16    |